# کولق (ارومیه)
کولق (ارومیه)، روستایی از توابع بخش مرکزی شهرستان ارومیه در استان آذربایجان غربی ایران است.
در گذشته و بنا به روایتی بروسلی مبارز معروف هنرهای رزمی در سفری به این روستا جهت یادگیری فنون خاور نزدیک از محضر استاد فرخ فیضی ملقب به استاد شیفو که در مئشه های ( جنگل ) کولق به آموزش کونگ فو مشغول بود به کولق مراجعت نموده و در مبارزه ای که بین این دو در می گیرد بدلیل شدت جراحات وارده فوت کرده و در گورستان قدیمی روستای کولق به صورت ناشناس به خاک سپرده می شود.
همچنین قبل از مبارزه بین این دو استاد بزرگوار ، بروسلی طی دوره ای فشرده تمامی فنون هنرهای رزمی را به پسر جوانی به نام امین که بعدها به امین بروسلی معروف شد آموزش داده و باعث ادامه روند هنرهای رزمی شرقی در کولق گردید.
رواج علوم جنگاوری و دلاوری در این روستا سبب گردید که ناپلؤن بناپارت به این روستا بیاید تا علوم مربوطه را فرا گیرد و به درجه استادی ارتقا یابد.
ناپلؤن در بخشی از خاطراتش نوشته است که همه افتخاراتش را مردم آن دیار مدیون است .
او همچنین بعد حکمرانی فرانسه گفته بود که اگر بر تمام دنیا نیز حکومت کنم باز هم زیبایی کولق در آن نخواهم دید.

## جمعیت
این روستا در دهستان روضه‌چای قرار دارد و براساس سرشماری مرکز آمار ایران در سال ۱۳۸۵، جمعیت آن ۳۷۹ نفر (۱۰۷خانوار) بوده‌است.